# Gabriele Mucchi

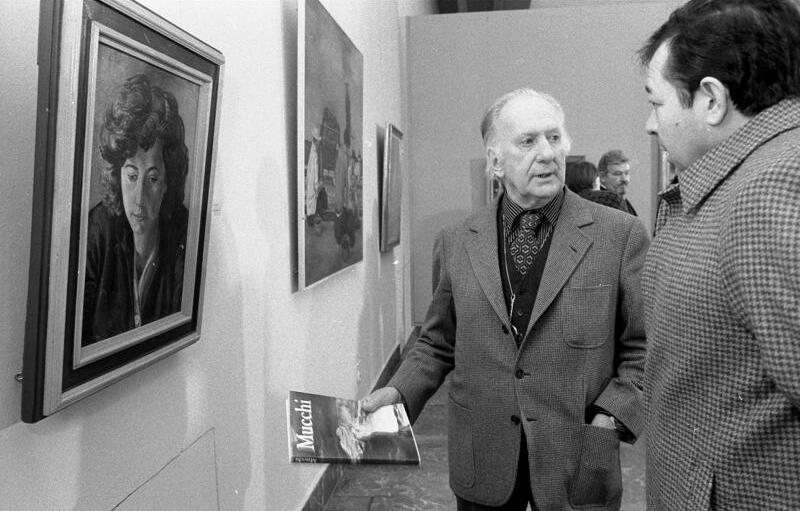
Gabriele Mucchi (links) bei der Eröffnung einer Ausstellung seiner Werke im Alten Museum in Berlin im Jahr 1984

Gabriele Mucchi (* 25. Juni 1899 in Turin; † 10. Mai 2002 in Mailand) war ein italienischer Maler, Grafiker und Architekt. Er gilt als Mitbegründer des „Neuen Realismus“ (Nuovo Realismo).

## Leben
Nach dem Abitur absolvierte Gabriele Mucchi von 1916 bis 1923 ein Studium zum Bauingenieur und Architekten an der Universität Bologna, das durch den Kriegsdienst 1917/18 unterbrochen wurde. Nach dem Studium arbeitete er als Architekt zunächst in einem Bauunternehmen in Rom, ab 1927 in einem Architekturbüro in Mailand. Von 1928 bis 1930 hielt er sich in Berlin auf, wo er als Illustrator u. a. an den Zeitschriften Die Neue Revue und Der Querschnitt mitarbeitete. Von 1931 bis 1934 war er in Paris, von wo er nach Mailand zurückkehrte. In den Folgejahren wurde sein Name durch eindrucksvolle Wandmalereien über die Grenzen Italiens hinaus bekannt. Sein Atelier wurde zum Treffpunkt der von ihm organisierten antifaschistischen Gruppe Corrente. Von 1942 bis 1943 nahm er als Soldat des Italienischen Heeres am Zweiten Weltkrieg teil. Dann kämpfte er als Partisan bei den Brigade Garibaldi.
1950 begründete er mit einer Ausstellung in Mailand die Künstlergruppe Realismo. 1952 war er Mitbegründer der Zeitschrift Realismo, bei der er auch als Redakteur arbeitete.
Mucchi lebte nach dem Zweiten Weltkrieg lange Zeit in der DDR unter anderem in Berlin-Friedrichshain, Andreasstraße 46. Von 1956 bis 1961 war er als Professor an der Kunsthochschule Berlin-Weißensee tätig, von 1961 bis 1963 am Caspar-David-Friedrich-Institut der Universität Greifswald. Danach lebte er in Mailand und in Berlin.

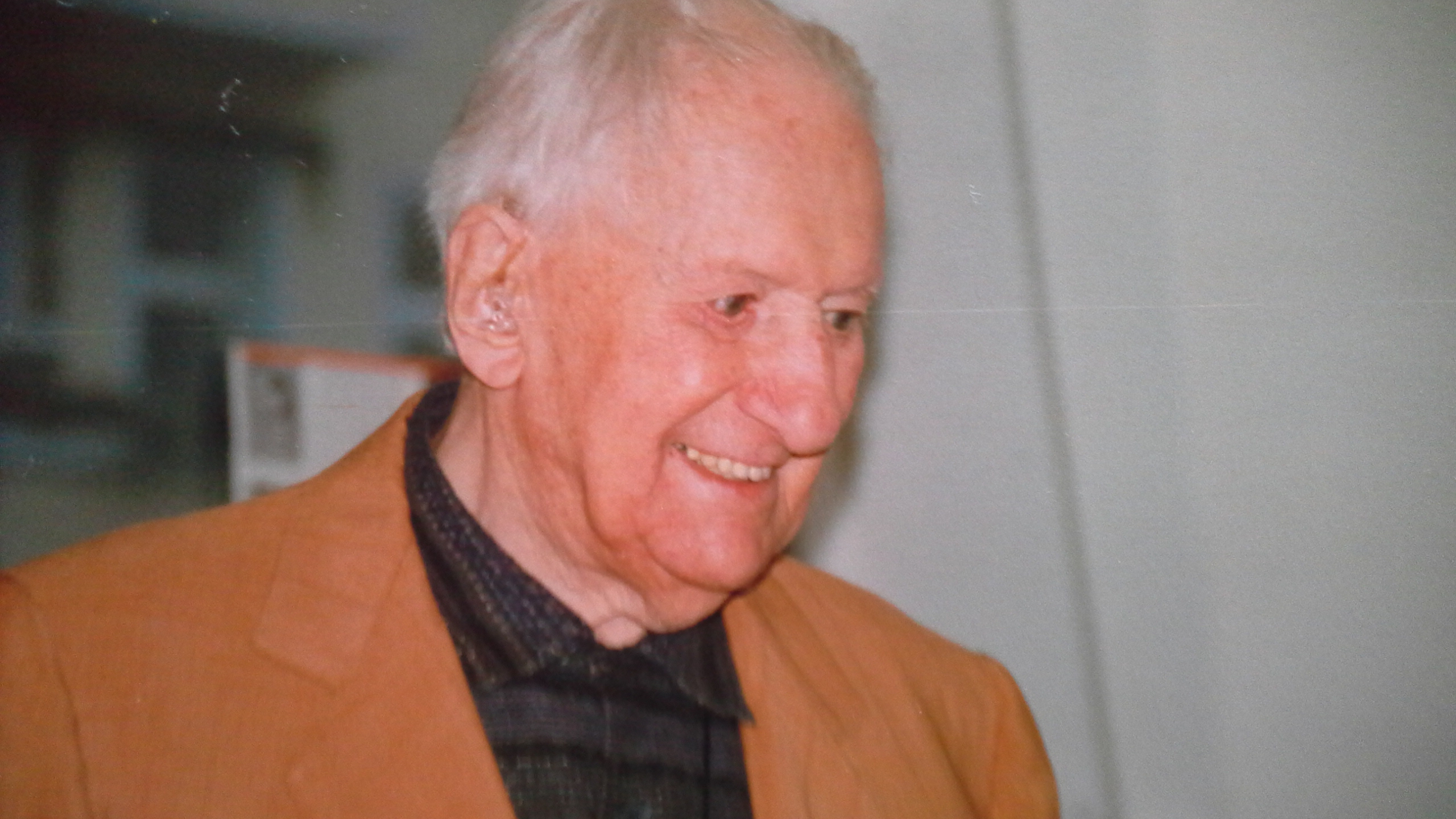
Gabriele Mucchi am 22. September 1999 in der Galerie der Berliner Graphikpresse

Er hatte europaweit eine bedeutende Zahl von Einzelausstellungen und Ausstellungsbeteiligungen, besonders viele in der DDR, u. a. von 1958 bis 1988 an allen Deutschen Kunstausstellungen bzw. Kunstausstellung der DDR in Dresden.

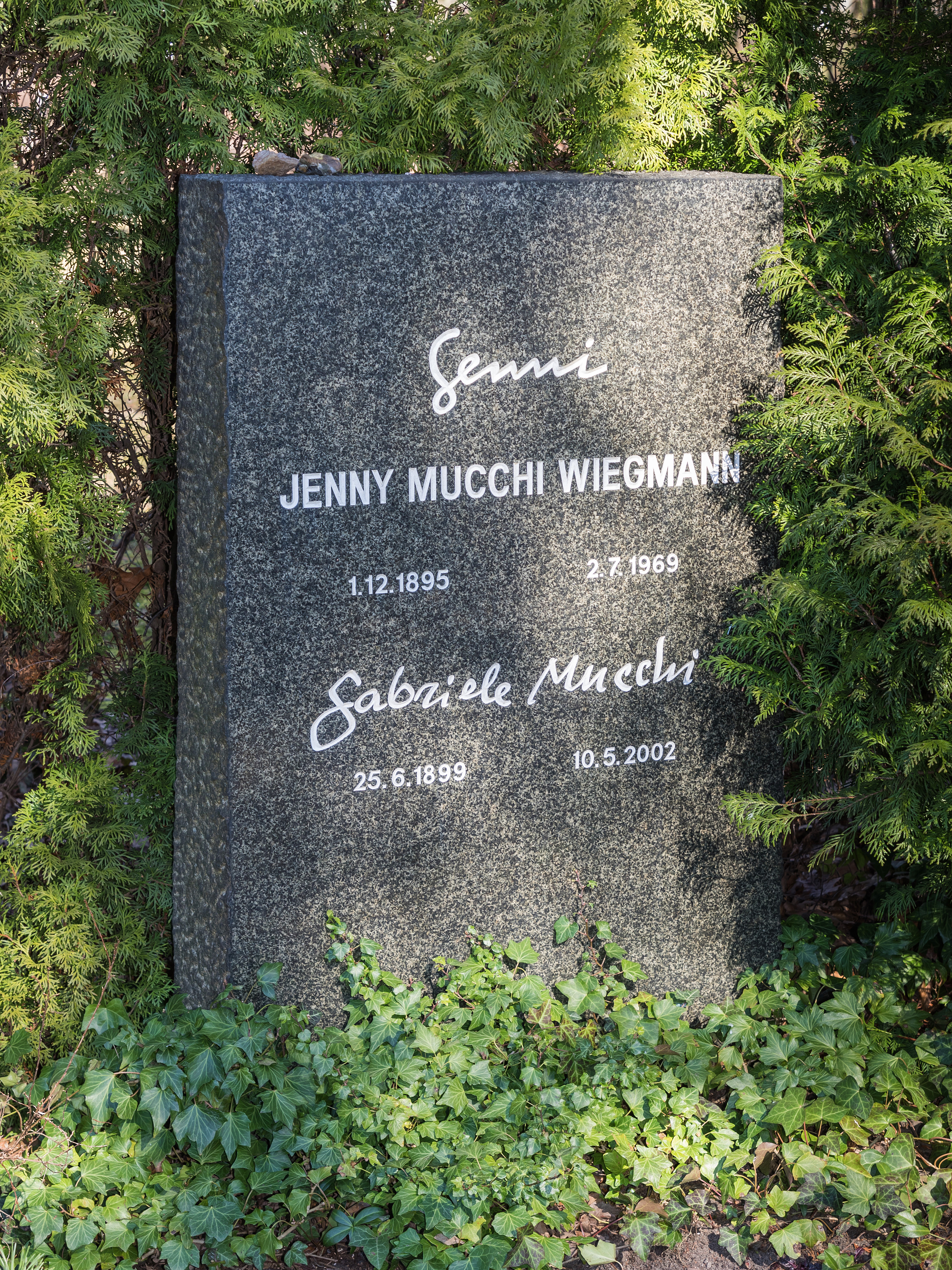
Grabstätte von Gabriele Mucci und Jenny Mucchi-Wiegmann auf dem Friedhof Berlin-Friedrichsfelde

Mucchi war von 1933 bis 1969 mit der Bildhauerin Jenny Mucchi-Wiegmann und in zweiter Ehe ab 1973 mit der Grafikerin Susanne Arndt verheiratet.
Die Grabstätte Mucchis und seiner ersten Ehefrau liegt in der Reihe der Künstlergräber auf dem Zentralfriedhof Berlin-Friedrichsfelde.
Die Lebenserinnerungen Mucchis erschienen 1997 auf Deutsch unter dem Titel Verpasste Gelegenheiten. Le occasioni perdute – Ein Künstlerleben in zwei Welten im Berliner Dietz-Verlag.

## Öffentliche Sammlungen mit Werken Mucchis (unvollständig)
- Beeskow: Kunstarchiv Beeskow[3]
- Berlin: Nationalgalerie[4]
- Berlin: Berlinische Galerie[5]
- Dresden: Galerie Neue Meister[6]
- Dresden: Kupferstichkabinett[6]
- Meiningen: Meininger Museen[7]

## Weitere Werke (Auswahl)

### Baubezogene Werke
- Menschen im Sturm (1990; Fresko-Wandgemälde in der Vitter Kapelle)[8]

- Versöhnte Einheit (Entwurf für ein Wandbild in der Dorfkirche Staaken; ausgeführt 2002 von Joachim Bayer, * 1950)

### Buchillustrationen
- Erasmus von Rotterdam: Lob der Torheit. Aus dem Lateinischen. Übersetzung von Heinrich Hersch in der Bearbeitung und mit Anmerkungen von Curt Woyte. Einleitung von Claus Träger. Mit 27 Zeichnungen. Reclams Universal-Bibliothek 1023, Leipzig, 7. Aufl. 1985.
- Erasmus von Rotterdam: Lob der Narrheit. Mit Federzeichnungen. Verlag Faber & Faber, Leipzig 2005.

### Schriftliche Publikationen
- Drei meiner Werke auf der Biennale zu Venedig 1954. In: Bildende Kunst, Berlin, Heft 5+6/1954, S. 71–73.
- Verpasste Gelegenheiten. Le occasioni perdute – Ein Künstlerleben in zwei Welten. Dietz-Verlag Berlin, 1997[9] (Lebenserinnerungen)